# Revenu fiscal par ménage en France
L'Insee fournit des statistiques relatives au revenu par ménage, pour chaque commune de plus de 50 ménages en métropole.

## Revenu fiscal par ménage

### Définition du ménage (au sens Insee)
Un ménage désigne l'ensemble des personnes qui partagent la même résidence principale, sans que ces personnes soient nécessairement unies par des liens de parenté. Un ménage peut être constitué d'une seule personne. Il y a égalité entre le nombre de ménages et le nombre de résidences principales.

### Définition de l'unité de consommation
Dans le calcul du revenu fiscal, l'Insee pondère le revenu du foyer par un coefficient attribué à chaque membre du ménage pour permettre la comparaison des niveaux de vie de ménages de tailles ou de compositions différentes. Le nombre de personnes est ainsi ramené à un nombre d'« unités de consommation » (UC). L'échelle actuellement la plus utilisée (dite de l’OCDE) retient la pondération suivante :
- 1 UC pour le premier adulte du ménage ;
- 0,5 UC pour les autres personnes de 14 ans ou plus ;
- 0,3 UC pour les enfants de moins de 14 ans.

### Revenu médian par unité de consommation
Le revenu médian est le revenu qui divise la population en deux parties égales, plus précisément, telles que 50 % de la population ait un revenu supérieur au revenu median et 50 % un revenu inférieur au revenu médian.
En 2017 (données Insee publiées en janvier 2020), la France métropolitaine comptait 27 443 031 ménages fiscaux, 62 777 375 personnes dans les ménages fiscaux, 42 970 530 unités de consommation dans les ménages fiscaux et un revenu fiscal médian déclaré par unité de consommation de 21 120 euros.

### Salaire net médian
En 2018, le salaire net médian du secteur privé est de 1 871 euros par mois en équivalent temps plein (EQTP). Il est de 1 972 euros pour les salariés hommes du privé et 1 737 euros pour les salariées femmes du privé. Le salaire net mensuel moyen quant à lui s'élève en 2018 à 2 369 euros.
Dans la fonction publique d’État, le salaire net médian est de 2 378 euros et le salaire net moyen est de 2 573 euros.

## Revenu fiscal par ménage et par zone

### Les dix premières aires urbaines en 2017
Revenu fiscal des ménages des dix premières aires urbaines de province par Unité de Consommation en 2017
| Ménages de :                | Nombre d’UC | Revenu fiscal médian | Seuil du premier décile (€) | Seuil du neuvième décile (€) | Rapport inter-déciles (9/1) |
| --------------------------- | ----------- | -------------------- | --------------------------- | ---------------------------- | --------------------------- |
| Paris                       | 5 087 511   | 23 210               | 10 870                      | 46 980                       | 4,3                         |
| Marseille - Aix-en-Provence | 738 953     | 20 880               | 10 140                      | 38 890                       | 3,8                         |
| Lyon                        | 947 330     | 22 510               | 11 720                      | 40 650                       | 3,5                         |
| Toulouse                    | 631 329     | 22 330               | 11 790                      | 40 250                       | 3,4                         |
| Nice                        | 294 877     | 21 280               | 10 820                      | 40 770                       | 3,8                         |
| Nantes                      | 135 688     | 21 860               | 12 730                      | 37 240                       | 2,9                         |
| Strasbourg                  | 112 419     | 18 580               | 10 530                      | 39 690                       | 3,8                         |
| Montpellier                 | 255 830     | 21 580               | 10 510                      | 39 320                       | 3,7                         |
| Bordeaux                    | 539 414     | 22 250               | 12 000                      | 39 000                       | 3,3                         |
| Lille                       | 474 839     | 20 600               | 10 450                      | 38 410                       | 3,7                         |
| Rennes                      | 296 528     | 21 990               | 12 510                      | 36 970                       | 3,0                         |
| France métropolitaine       | 27 409 461  | 21 110               | 11 220                      | 38 360                       | 3,4                         |
| Sources des données : Insee |             |                      |                             |                              |                             |

### L'ensemble des communes en 2011
Les dernières statistiques disponibles sont représentatives de l'année 2011 et couvrent 31 544 communes parmi les 36 558 communes recensées.
Elles correspondent à la définition des limites géographiques des communes au 1er janvier 2012.

### Top 20
Classement par Ménages fiscaux
| Département | Ville                 | Rang parmi les 30 687 communes de France | Revenu fiscal médian par ménage | Nombre de ménages fiscaux |
| ----------- | --------------------- | ---------------------------------------- | ------------------------------- | ------------------------- |
| 78          | Saint-Nom-la-Bretèche | 1                                        | 82 913 €                        | 1812                      |
| 92          | Marnes-la-Coquette    | 2                                        | 80 327 €                        | 572                       |
| 78          | Herbeville            | 3                                        | 78 241 €                        | 93                        |
| 78          | Chavenay              | 4                                        | 77 238 €                        | 645                       |
| 78          | Feucherolles          | 5                                        | 75 739 €                        | 1017                      |
| 31          | Vieille-Toulouse      | 6                                        | 74 807 €                        | 437                       |
| 78          | Aigremont             | 7                                        | 73 891 €                        | 372                       |
| 78          | Davron                | 8                                        | 72 554 €                        | 115                       |
| 78          | Fourqueux             | 9                                        | 72 402 €                        | 1475                      |
| 78          | Saint-Lambert         | 10                                       | 71 481 €                        | 152                       |
| 78          | Mareil-Marly          | 11                                       | 71 479 €                        | 1231                      |
| 78          | Les Loges-en-Josas    | 12                                       | 70 911 €                        | 521                       |
| 01          | Échenevex             | 13                                       | 69 540 €                        | 574                       |
| 78          | Milon-la-Chapelle     | 14                                       | 69 284 €                        | 101                       |
| 78          | L'Étang-la-Ville      | 15                                       | 68 388 €                        | 1823                      |
| 74          | Saint-Blaise          | 16                                       | 68 179 €                        | 121                       |
| 10          | Noé-les-Mallets       | 17                                       | 67 718 €                        | 56                        |
| 91          | Boullay-les-Troux     | 18                                       | 67 597 €                        | 223                       |
| 31          | Mervilla              | 19                                       | 67 501 €                        | 92                        |
| 78          | Toussus-le-Noble      | 20                                       | 67 460 €                        | 354                       |

## Pour approfondir